# Something Kinda Ooooh
"Something Kinda Ooooh" é o 13º single do grupo pop britânico Girls Aloud, e o primeiro single inédito da compilação The Sound of Girls Aloud. O single foi lançado em formato digital em 14 de outubro de 2006, e em formato físico em 23 de outubro de 2006 pela gravadora Fascination Records.

## Lançamento e recepção
"Something Kinda Ooooh" teve sua estreia no programa "The Chris Moyles Show", da rádio "BBC Radio 1", em 12 de Setembro de 2006 às 08:17 no horário local. Em 4 de Outubro de 2006, "Something Kinda Ooooh" se tornou o primeiro single das Girls Aloud desde "Sound of the Underground" a ir para a Lista A de singles da Radio 1.
Uma versão ao vivo da música foi lançada como b-side em 2007, no single de "Sexy! No No No...". A canção ainda está presente na trilha sonora do filme "Run, Fat Boy, Run".

## Videoclipe
O vídeo de "Something Kinda Ooooh" foi filmado no dia da sua estreia no programa "The Box", em 21 de setembro de 2006. No entanto, o que o programa exibiu uma edição do vídeo. A versão final foi ao ar no programa "Popworld", do "Channel 4", 30 de setembro de 2006. Ele seguiu o caminho dos outros clipes do grupo, sendo um dos mais pedidos durante semanas em canais musicais.
No clipe as garotas aparecem "dirigindo" carros esportivos com um fundo verde onde aparecem imagens das ruas de Londres. Cheryl está sozinha em um carro, Kimberley dirige outro com Nadine ao lado, e Sarah conduz o outro com Nicola. Os carros usados para o clipe foram um TVR Tuscan 2 conversível vermelho e um TVR Tamora azul. Em outra cena, as garotas aparecem em frente a um fundo que muda constantemente de cor, onde executam a coreografia da música, usada também em apresentações ao vivo. E por fim, há cenas onde aparecem apenas as silhuetas das garotas, com o mesmo fundo colorido.
Em uma entrevista recente para a MTV Hits com as Girls Aloud, Cheryl admitiu que "Something Kinda Ooooh" não era o melhor videoclipe do grupo. Ela, junto às outras garotas, culpou a falta de tempo para a gravação do vídeo e revelou que o clipe não era como as garotas queriam que fosse.

## Faixas e formatos
Esses são os principais formatos e tracklists lançados do single de "Something Kinda Ooooh".
| #                    | Título                                       | Duração |
| -------------------- | -------------------------------------------- | ------- |
| UK CD1 (Fascination) |                                              |         |
| 1.                   | "Something Kinda Ooooh"                      | 3:13    |
| 2.                   | "The Crazy Life"                             | 3:19    |
| UK CD2 (Fascination) |                                              |         |
| 1.                   | "Something Kinda Ooooh"                      | 3:13    |
| 2.                   | "Something Kinda Ooooh" (Tony Lamezma Remix) | 5:44    |
| 3.                   | "Models" (Radio Edit)                        | 3:27    |
| 4.                   | "The Sound of Girls Aloud Album Megamix"     | 6:24    |
| 5.                   | "Something Kinda Ooooh" (Video)              | 3:13    |
| 6.                   | "Something Kinda Ooooh" (Karaoke)            | 3:13    |

## Versões
Essas são as versões oficiais e remixes realizados em suas respectivas tracklists:
| Versão                                   | Onde foi lançado                                                                            |
| ---------------------------------------- | ------------------------------------------------------------------------------------------- |
| Album Version                            | "Something Kinda Ooooh" single, The Sound of Girls Aloud, Run, Fat Boy, Run (Trilha Sonora) |
| Tony Lamezma Remix                       | "Something Kinda Ooooh" single                                                              |
| Video                                    | "Something Kinda Ooooh" single, Style (DVD)                                                 |
| Live at Bournemouth International Centre | "Sexy! No No No..." single                                                                  |
| Tube City Remix                          | Mixed Up                                                                                    |

## Desempenho nas paradas
Em 16 de Outubro de 2006, o single foi lançado em formato de download digital, e foi logo para o primeiro lugar nas paradas do iTunes. O sucesso dos downloads fez "Something Kinda Ooooh" entrar em 5° lugar no UK Singles Chart, apenas com downloads, a primeira vez que um artista britânico conseguiu tal feito. A música ainda chegou ao 3° lugar da parada, após o lançamento do single físico, onde permaneceu por 2 semanas. "Something Kinda Ooooh" também alcançou o 3° lugar no UK Download Chart. Em 26 de novembro de 2006, o single retornou ao Top 10, alcançando a 9ª colocação. Assim, "Something Kinda Ooooh" se tornou o 36º single mais vendido em 2006 no Reino Unido.

### Posiçao nas Paradas
| Chart (2006)                               | Posição |
| ------------------------------------------ | ------- |
| El Salvador - Radio Charts                 | 2       |
| Reino Unido - Singles Chart                | 3 (2x)  |
| Reino Unido - Download Chart               | 3       |
| Eslovênia                                  | 4       |
| Irlanda                                    | 7       |
| Roménia                                    | 9       |
| Reino Unido - Chart de final de ano (2006) | 36      |
| Polónia                                    | 37      |
| Portugal - Top 50                          | 50      |
| México - Top 100                           | 93      |
| Eurochart Hot 100 Singles                  | 11      |